# 紐卡斯爾 (內布拉斯加州)
紐卡斯爾（英語：Newcastle）是位於美國內布拉斯加州迪克森縣的村。

## 人口
根據2020年美國人口普查的數據，紐卡斯爾的面積為0.88平方千米，皆為陸地。當地共有人口272人，而人口密度為每平方千米309人。